# BOA Group
Die BOA Group ist eine globale Unternehmensgruppe. Sie entwickelt, produziert und vertreibt weltweit flexible Edelstahlkomponenten für Motormanagement, Abgassysteme und Nebenaggregate von Kraftfahrzeugen. Für industrielle Anwendungen liefert die BOA Group hochdichte und flexible Metallbälge, Kompensatoren und Metallschläuche für Anwendungen in der Energietechnik und im Anlagenbau, außerdem für Schienenfahrzeuge, den Schiffsbau, die Luft- und Raumfahrt, die Vakuum-, Mess- und Regeltechnik sowie Armaturen. Die Produkte der BOA Group transportieren flüssige und gasförmige Medien, kontrollieren Bewegungen, kompensieren mechanische Schwingungen und gleichen thermische Dehnungen aus.

## Geschichte
Am 25. Oktober 1872 erfolgte die Gründung der Henri Ehrmann & Co. Metallpatronenfabrik in Karlsruhe. 1898 erhielt die Firma ein Patent für „biegsame Metallröhren mit wulstartigen Falten“. Im August 1949 erfolgte die Umbenennung in Industriewerke Karlsruhe AG (IWK). Im Zuge der 1970 vollzogenen Fusion des Unternehmens mit Keller & Knappich in Augsburg firmierte es in „Industriewerke Karlsruhe Augsburg (IWKA)“ um. Am 1. April 1980 wurde die IWK Regler und Kompensatoren GmbH gegründet und ihre Produktionsstätte nach Stutensee-Blankenloch bei Karlsruhe verlagert. 1989 wurden Tubest (Frankreich), ein Hersteller von flexiblen Metallschläuchen, und SFZ, Chassieu (Frankreich), ein Hersteller von Kompensatoren, übernommen. 1990 folgten die Übernahme der BOA in Rothenburg (Schweiz) mit allen Tochter- und Beteiligungsgesellschaften. Die IWKA AG (Holding) verkaufte 2006 die IWKA BKT GmbH mit allen Tochter- und Beteiligungsgesellschaften an den Finanzinvestor Odewald & Compagnie. Diese firmierte die IWKA BKT in BOA BKT um und gründete die BOA Holding als Holdinggesellschaft für die gesamte BOA Group. 2008 wurde die BOA (Shanghai) Bellows Technology Co., Ltd. gegründet. 2010 verkauft Odewald das Unternehmen an einen neuen Finanzinvestor, AEA Investors. 2014 wurde die BOA RBT SRL in Arad/Rumänien gegründet.
Seit Ende 2018 ist die Ring International Holding AG neuer Eigentümer der BOA-Gruppe.

## Unternehmensstruktur
Die Führungsgesellschaft der BOA Group ist die BOA Metal Solutions GmbH in Stutensee/Deutschland. Zur BOA Group gehören:
- American BOA Inc./USA
- BOA AG/Schweiz
- BOA Italia S.r.L./Italien
- BOA RBT SRL/Rumänien
- BOA (Shanghai) Bellows Technology Co. Ltd./China
- BBA Kompenzátory spol. s.r.o./Tschechien
- BOA Benelux / DU-ED Bedrijf Ondersteunende Agent

## Tätigkeitsfelder

### Automotive
Im Bereich Automotive finden sich Produkte für PKW, LKW, Busse, Landmaschinen und sonstige mit Verbrennungsmotoren ausgestatteten Nutzfahrzeugen.
- flexible Abgasrückführungen und Ölrücklaufleitungen aus Edelstahl
- Edelstahlbälge und Schläuche für Abgassysteme
- Edelstahlschläuche für Benzinzuleitungen und Airconditioning

### Energie
Es werden Produkte zur Erzeugung von Strom und Wärme oder für die Produktion und Verteilung von Gasen angeboten:
- Edelstahlbälge für Hochspannungsschaltgeräte
- Schläuche und Kompensatoren für Heizungs-, Lüftungs- und Klimatechnik
- Edelstahlschläuche für die Herstellung und Distribution von Erdgas und Industriegasen

Die BOA Group ist dabei in den Bereichen Energieverteilung, Elektrotechnik, Gasproduktion, Gasturbinen, Gasverteilung, Solartechnik, Boilertechnik, Brennstoffzellen und Heizung/Lüftung/Klima tätig.

### Industrie
Produkte der BOA Group sind z. B.:
- Edelstahl-Kompensatoren und Abgassysteme für große Dieselmotoren
- Edelstahl-Bälge und Schläuche in der Vakuumtechnik
- Edelstahl-Bälge als Dichtelemente in Absperrventilen

Die BOA Group stellt sowohl hydraulisch umgeformte Edelstahlbälge als auch geschweißte Membranbälge her.

### Anlagenbau
- Kompensatoren in Chemieanlagen
- Schläuche und Kompensatoren für Schiffbau und Werftanlagen
- Kompensatoren und Bälge für Elektrizitätswerke

Die BOA Group liefert Produkte für Chemieanlagen und Raffinerien, für den Rohrleitungsbau, den Apparate- und Behälterbau, Gastanker und Schiffswerften, für Kraftwerke sowie Stahlwerke.